# Línea 142 (Buenos Aires)
La línea 142 de colectivos metropolitanos de Buenos Aires nació en 1944 como la línea de emergencia 102 para cubrir las necesidades de movilidad en la ciudad a cargo de la empresa TANSA. 
Debido a que la numeración de las líneas de transporte en la época se prestaba a mucha confusión, al haber varios servicios con el mismo número, (el 142, por ej, ya era utilizado ya por la que es la línea 102 actual) la resolución 750 de la Secretaría de Estado de Transporte dispuso nuevas numeraciones. El 2 de enero de 1969 la línea 102 de emergencia se cambió por el 142. TACSA se hizo cargo de la línea hacia 1969, pero luego dejó su gestión en manos de T.A. San Lorenzo, la prestataria de la línea 170 de concesión nacional y la 310 provincial.
En 1975 la 142 fue transferida a La Central de Vicente López, dueña de las líneas nacionales 184 y 191 y hacia 1977 la 142 junto a la 191 se escinden, formando T.A. Constituyentes S.A. (TACSA) nuevamente.
En 1983 la empresa pasó a manos de Transportes Villa Adelina que explotaba la línea 140. Durante su historia la 142 pasó periodos en los cuales funcionaba como ramal de la 140.
En julio de 1994 Transportes Villa Adelina, en graves problemas económicos, fue vendida al grupo "Transporte Automotor Plaza S.A.C.I.". La línea dejó de funcionar el 3 de julio de 2003 cumpliendo un servicio muy precario en sus últimos meses.

## Unidades
Colores:
TANSA: (primer color) Marrón abajo, techo plateado y franja roja.
TANSA: (Segundo color) Marrón abajo, techo rojo y franja amarillo pálido y claro (crema).
TACSA: Rojo abajo, techo amarillo pálido y claro, franja negra.
Transportes Villa Adelina: Todo blanco con franjas rojas.
PLAZA: Todo rojo con franjas blancas que más tarde ser reemplazado por el diseño actual totalmente rojo. 
Unidades en Circulación: 0

## Recorridos
Esta línea poseía 2 recorridos:
- CORREO CENTRAL - DR. R. BALBIN Y VEDIA

Ida: Desde Av. Rosales y Pte. J. D. Perón por Av. Rosales, pte. J. D. Perón, Av. L. N. Alem, Av. Rivadavia, Bolívar, Av. de Mayo, Piedras, Esmeralda, Av. Córdoba, Maure, Av. Corrientes, Av. F. Lacroze, Delgado, Maure, Av. Álvarez Thomas, Av. Monroe, Bucarelli, Av. Congreso, Valdenegro, Tomás Le Breton, Galván, Av. Dr. R. Balbín, Pico, Miller, Vedia hasta Av. R. Balbín. 
Regreso: Desde Vedia y Av. R. Balbín por Vedia, Av. R. Balbín, Lugones, C. Larralde, Valdenegro, Av. Congreso, Capdevila, Quesada, Av. Triunvirato, Bauness, Dr. P. I. Rivera, Av. Triunvirato, M. Acha, Charlone, Av. Elcano, Av. Álvarez Thomas, Av. F. Lacroze, Av. Corrientes, Av. J. Newbery, Av. Álvarez Thomas, Cnel. Niceto Vega, Av. Raúl S. Ortiz, J. A. Cabrera, Paraguay, Talcahuano, Viamonte, Bouchard hasta Av. Rosales. 
- CORREO CENTRAL - CHACARITA

Ida: Desde Av. Rosales y Pte. J. D. Perón por Av. Rosales, pte. J. D. Perón, Av. L. N. Alem, Av. Rivadavia, Bolívar, Av. de Mayo, Piedras, Esmeralda, Av. Córdoba, Maure, Av. Corrientes, Av. F. Lacroze, Delgado, Maure hasta Av. Álvarez Thomas. 
Regreso: Desde Av. F. Lacroze y Av. Corrientes por Av. F. Lacroze, Av. J. Newbery, Av. Álvarez Thomas, Cnel. Niceto Vega, Av. Raúl S. Ortiz, J. A. Cabrera, Paraguay, Talcahuano, Viamonte, Bouchard hasta Av. Rosales.